# 無宿者 (1964年の映画)
『無宿者』（むしゅくもの）は、1964年8月8日に大映が配給した、三隅研次監督によるアクション時代劇映画で、主演は市川雷蔵。カラー、シネマスコープ。

## あらすじ
数年前、御用金を巡る事件で父親を殺された一本松という男と、同じ事件が起きて以来、父親が行き方知れずの黒木弥一郎、二人の男が事件の手掛かりを探し、佐渡金山近くの村にやって来た。一本松は自分の父親が弥一郎の父に殺されたのではないかと疑う。ある男が弥一郎の父親ではないかと睨むが、その男が殺されてしまう。そしてある日、一本松は自分の父親が生きていて、弥一郎の父を殺した張本人であると知る。

## 配役
- 市川雷蔵 : 一本松
- 滝瑛子 : お勢以
- 坪内ミキ子 : はる
- 藤巻潤 : 黒木弥一郎
- 石山健二郎 : 赤鞘の源七
- 水原浩一 : 儀十
- 滝恵一 : 鮫の和四郎[4]
- 杉山昌三九 : 黒木半兵衛
- 橋本力 : 毘沙門
- 玉置一恵 : 青貝又七
- 石原須磨男 : 伍平
- 浜田雄史 : 伝次
- 堀北幸夫 : 藤八
- 寺島雄作 : 杢兵衛
- 東良之助 : 老人百姓
- 愛原光一 : 彦助
- 阿部脩[4]
- 酒井修三[4]：若い百姓
- 杉山光宏[4]
- 細谷新吾 : 若い百姓
- 黒木英男 : 藤八
- 高森チズ子 : 百姓の女房
- 小林加奈枝 : 百姓の母親
- 沢村宗之助 : 三州屋波蔵
- 安部徹 : 島屋十兵衛

## スタッフ
- 監督 : 三隅研次[5]
- 企画 : 財前定生
- 脚本 :  星川清司
- 撮影 : 牧浦地志
- 録音 : 大谷巌
- 照明 : 古谷賢次
- 美術 : 内藤昭
- 音楽 : 池野成
- 編集 :  菅沼完二
- 装置 : 山本佐一郎
- 擬斗 : 宮内昌平
- 音響効果 : 倉嶋暢
- 助監督 :  西沢鋭治[4]
- 製作主任 : 今村喬
- 現像 : 東洋現像所

## 併映作品
- 『悪名太鼓』: 森一生監督作品